# نيقولاي كاربينكو
نيقولاي كاربينكو (بالروسية: Карпенко, Николай Георгиевич)‏ هو لاعب كرة قدم روسي في مركز الدفاع، ولد في 26 فبراير 1977 في نوفوروسيسك في روسيا. لعب مع FC Chernomorets Novorossiysk ‏.